# عملیات کندور
عملیات کندور (به اسپانیایی: Operación Cóndor‎، پرتغالی: Operação Condor) نام زنجیره‌ای از سرکوب‌های سیاسی و عملیات‌های اطلاعاتی توسط دولت‌های دیکتاتور راست‌گرا در آمریکای جنوبی بود که توسط ایالات متحده (در دولت‌های لیندون جانسون، ریچارد نیکسون، جرالد فورد، جیمی کارتر و رونالد ریگان) و برای جلوگیری از نفوذ ایده‌های کمونیستی برنامه‌ریزی شده‌بود. این عملیات در موارد بسیاری همراه با براندازی دولت‌های قانونی از طریق کودتای نظامی بود.